# Е-фактор
Е-фактор (англ. E-factor (Environmental factor)) — у «зеленій» хімії — відношення сумарної маси усіх відходів
до маси цільового продукту. Одна з кількісних оцінок усього
процесу або окремих його стадій. Найменше значення його
мають процеси нафтопереробки < 0.1, «найбруднішими» є
фармацевтичні процеси 10 — 1000.